# Grup Yorum
Grup Yorum (traducido Yorum - Comentario o Interpretación) es un grupo musical turco fundada en Estambul en 1985. El estilo del grupo combina elementos de la música folclórica turca con el rock moderno,  gozando de inmensa popularidad en Turquía. El grupo realizado conciertos en Alemania, Austria, Australia, Francia, Italia, Países Bajos, Dinamarca, Gran Bretaña, Grecia, Siria.
El grupo publica una revista de arte, cultura, literatura y música titulada Tavir, cuyos ejemplares están disponibles en el sitio web oficial del grupo y varios miembros del grupo administran un centro cultural en el barrio Okmeydanı de Estambul llamado İdil Kültür Merkezi.

## Historia
En 1985, cuatro amigos en la Universidad del Mármara formaron Grup Yorum. Influenciados por el movimiento latinoamericano Nueva canción, combinaron la música popular turca y kurda y la canción tópica con una perspectiva a menudo satírica de la izquierda. Mientras que el gobierno afirma con frecuencia que el grupo está vinculado al DHKP-C, y no es raro que la audiencia en sus conciertos canten consignas del DHKP-C, Grup Yorum no está formalmente afiliado a ninguna otra organización y sus fanes representan una amplia gama de las orientaciones izquierdistas turcas y kurdas.
La composición del grupo ha estado en un estado de cambio constante desde el inicio del grupo, y sus miembros han experimentado continuamente opresión política incluyendo más de 400 detenciones y juicios (aproximadamente 400). Sus álbumes han sido confiscados por la policía y sus conciertos prohibidos, pero a pesar de esto Grup Yorum ha sido uno de los grupos más vendidos en la historia de Turquía. La banda dio su concierto del 25 aniversario el 12 de junio de 2010 en el Estadio İnönü, sede del club deportivo Beşiktaş J.K. El concierto contó con la asistencia de 55 000 aficionados. A partir de 2011, Grup Yorum comenzó una serie anual de conciertos gratuitos titulados Tam Bağımsız Türkiye, los dos primeros de los cuales atrajeron a 150 000 y 250 000 fanes, respectivamente.

## Miembros
- Voz: Selma Altın, Eren Olcay, Ezgi Dilan Balcı, Sultan Gökçek
- Bağlama: İhsan Cibelik, Ayfer Rüzgar
- Guitarra: Muharrem Cengiz
- Teclado: İnan Altın
- Aerófonos: Ali Aracı, Selma Altın, İhsan Cibelik, Bahar Kurt
- Guitarra eléctrica: İbrahim Gökçek
- Percusión: İnan Altın

## Discografía
1. 1987 - Siyrilip Gelen
2. 1988 - Haziranda Ölmek Zor / Berivan
3. 1989 - Türkülerle
4. 1989 - Cemo / Gün Gelir
5. 1990 - Gel ki Şafaklar Tutuşsun
6. 1991 - Yürek Çağrısı
7. 1992 - Cesaret
8. 1993 - Hiç Durmadan
9. 1995 - İleri
10. 1996 - Geliyoruz
11. 1997 - Marşlarımız
12. 1998 - Boran Fırtınası
13. 1999 - Kucaklaşma
14. 2000 - Onbeşinci Yıl Seçmeler
15. 2001 - Eylül
16. 2001 - Feda
17. 2003 - Biz Varz
18. 2003 - Yürüyüş
19. 2006 - Yıldızlar Kuşandık
20. 2008 - Başeğmeden
21. 2013 - Halkın Elleri
22. 2015 - Ruhi Su
23. 2017 - İlle Kavga

## Videos
- Grup Yorum – Istanbul Inonu Stadyum Konseri
- Grup Yorum – Bakirköy konseri